# Жажвич
Жажвич (хорв. Žažvić) — населений пункт у Хорватії, у Шибеницько-Книнській жупанії у складі міста Скрадин.

## Населення
Населення за даними перепису 2011 року становило 30 осіб.
Динаміка чисельності населення поселення:

## Клімат
Середня річна температура становить 14,29 °C, середня максимальна – 29,09 °C, а середня мінімальна – -0,24 °C. Середня річна кількість опадів – 821 мм.
| Клімат поселення                              | Клімат поселення | Клімат поселення | Клімат поселення | Клімат поселення | Клімат поселення | Клімат поселення | Клімат поселення | Клімат поселення | Клімат поселення | Клімат поселення | Клімат поселення | Клімат поселення | Клімат поселення |
| Показник                                      | Січ.             | Лют.             | Бер.             | Квіт.            | Трав.            | Черв.            | Лип.             | Серп.            | Вер.             | Жовт.            | Лист.            | Груд.            |                  |
| Середній максимум, °C                         | 10,68            | 11,74            | 14,60            | 17,84            | 22,78            | 26,65            | 29,09            | 28,86            | 24,66            | 20,26            | 14,29            | 11,17            |                  |
| Середня температура, °C                       | 5,22             | 6,27             | 9,14             | 12,38            | 17,32            | 21,18            | 24,36            | 24,11            | 19,94            | 15,54            | 9,56             | 6,45             |                  |
| Середній мінімум, °C                          | −0,24            | 0,81             | 3,68             | 6,92             | 11,86            | 15,73            | 19,63            | 19,39            | 15,21            | 10,81            | 4,82             | 1,71             |                  |
| Норма опадів, мм                              | 70               | 63               | 68               | 73               | 59               | 57               | 33               | 47               | 81               | 88               | 99               | 83               |                  |
| Середньомісячна швидкість вітру, м/с          | 2.12             | 2.30             | 2.53             | 2.47             | 2.19             | 1.99             | 2.00             | 1.84             | 1.96             | 2.00             | 2.40             | 2.33             |                  |
| Середньомісячна сонячна радіація, кДж/м²·день | 5199             | 7934             | 11606            | 16309            | 20375            | 22767            | 24455            | 21339            | 15917            | 10153            | 5628             | 4433             |                  |
| --------------------------------------------- | ---------------- | ---------------- | ---------------- | ---------------- | ---------------- | ---------------- | ---------------- | ---------------- | ---------------- | ---------------- | ---------------- | ---------------- | ---------------- |
| Джерело:                                      |                  |                  |                  |                  |                  |                  |                  |                  |                  |                  |                  |                  |                  |